# 台湾杨桐
台湾杨桐（学名：Adinandra formosana）为山茶科杨桐属下的一个种。其种加词“formosana”意为“台湾的”。